# Matt Villalta
Matt Villalta (Kingston, Ontario, 3 de junio de 1999) es un jugador profesional canadiense de hockey sobre hielo que se desempeña en la posición de guardameta en Arizona Coyotes, equipo de la National Hockey League (NHL).

## Carrera
Fue seleccionado en la tercera ronda en la NHL Entry Draft de 2017. En 2023 hizo su debut profesional con el equipo Arizona Coyotes, donde lleva jugando una temporada.